# Krähenbergtunnel
Der Krähenbergtunnel, auch Kronenbergtunnel, ist ein Eisenbahntunnel auf der Bahnstrecke Wrocław–Międzylesie in der Woiwodschaft Niederschlesien in Polen.

## Beschreibung
Der Tunnel liegt zwischen den Bahnstationen Bystrzyca Kłodzka Przedmieście (früher Habelschwerdt) und Długopole-Zdrój (früher Bad Langenau). Er unterquert die Waldkanzel, den südlichen Teil des Wronka (wzniesienie) (früher Krähenberges und Kronenberg). Der Tunnel hat eine Länge von 360 m. Das Gleis ist elektrifiziert.